# Kupihár Rebeka
Kupihár Rebeka (Eger, 1999. –) magyar költő, pszichológus, irodalomterapeuta.

## Munkássága
Nagy érdeklődést mutat a kisebbségi csoportok és a női lét kérdései iránt. 2015 óta publikál verseket.
"Kupihár Rebeka megrendítő erejű verseiben az azonos nemű szerelem rendkívül érzékeny nyelvi-poétikai színrevitelének vagyunk tanúi, ahol a személyes érintettség kérdései a nemzeti sorskérdésekkel fonódnak össze, és amely versek egyszerűségükben rendkívüli pontossággal és arányérzékkel operálnak."
(Závada Péter)

## Kötetei
- A heterók istenéhez; Magvető Kiadó, Bp., 2024 (2024. október 30.)

Ízelítő a műből >>

## Díjak, elismerések
A heterók istenéhez című kötettervéért neki ítélték a Petri-díjat 2023-ban.
Líra kategóriában Kupihár Rebeka nyerte a Panodyssey és szakmai partnere, a Könyves Magazin kreatív írói pályázatát 2022-ben.
Horváth Péter irodalmi ösztöndíj, 2024.

## Versek
- Ezt a fajta szerelmet még a heterók istene is megirigyli, Könyves magazin 2025.01.10
- Litera  2024.11.13.
- Új szem  2024.10.01.
- Élet és Irodalom  2024
- Litera  2024.01.18.
- Alföld  2023.04.
- Hungarian Literature Online  2023.03.27.
- Pannon Tükör  2023.02.12.
- Irodalmi szemle  2022.12.08.
- Új szem  2019.09.18.
- Irodalmi Jelen  2018.04.18-19.
- KULTerhu 2021.04.12.

## Cikkek, interjúk
- Kupihár Rebeka fantasztikus beszéde a 30. Budapest Pride megnyitójáról - qLit 2025.06.09.
- Kettősségek kereszttüzében- Kulter 2025.03.13.
- Kupihár Rebeka: Heterók istenéhez - Egy meleg srác olvas 2025.02.28.
- Kupihár Rebeka: Miért kellene, hogy a magyarság és a másság egymást kölcsönösen kizáró kategóriák legyenek? - Liter@ 2025.02.15.
- Vonzalma nem tud „magánügy” lenni - Mérce 2025.01.24
- Vannak olyan melegek, akik vasárnaponként ott ülnek a templomban - Telex  2025.01.14
- „Magyarország egy süllyedő hajó, de ez a kedvenc hajóm a világon” - HVG  2025.01.04
- Nem célja, hanem oka – Kupihár Rebekával fóliázott erdőről - Népszava  2024.12.14
- A vers igaznak legyen igaz, az mindegy, hogy valódi-e - Kultura.hu 2024.12.13
- Visy Beatrix – „egy magamfajta buzi…” Könyvkritika - Élet és Irodalom  2024.12.13
- Parti Nagy Lajos: Semmi énáradás (Kupihár Rebeka Horváth Péter-ösztöndíjára) - Litera  2024.12.06
- A heterók istenéhez: az LMBTQ-emberek is imádkoznak, az egyikük talán pont érted – WMN  2024.12.02.
- „Ha kivetted jogos részed a teremtésből…” – PRAE  2024.11.15.
- Interjú Kupihár Rebekával – Szófa  2024.11.08.
- November 7-én mutattuk be Kupihár Rebeka A heterók istenéhez című kötetét – Magvető Kiadó, Instagram  2024.11.08.
- Kupihár Rebeka: A heterók istenéhez – Szabadnem 2024.11.09.
- Kupihár Rebeka: Jártak már itt előttem – Litera 2024.02.13.
- Kupihár Rebeka kapja a Petri-díjat – Könyves Magazin 2023.12.20.
- Závada Péter: Lehet-e még egyáltalán politikai verset írni? – Könyves magazin 2023.12.20.

## Beszélgetések
- Dunaújváros Televízió, Kupihár Rebeka volt a vendég  2025.06.18.
- Ellenben #12 – Kupihár Rebeka A heterók istenéhez című verseskötetéről - Liter@ podcast 2025.05.25.
- 9Tv – Beszélgetés Kupihár Rebekával – Ferencváros Televíziója  2024.12.08.
- 15. LIFT: Időtálló leszbikusok – Beszélgetés Kupihár Rebekával 2024.11.16.
- A megtervezett valóság – Tilos Rádió 2024.02.13.
- Kupihár Rebeka a friss Petri-díjas – Klubrádió 2023.12.19.
- Késelés Villával – A fiatalság százada 2023.04.13.
- Nők a fiatal költészeti kánonban – FUGA 2022.10.30.

## Magánélete
2024-ben, a 15. LIFT Fesztiválon nyíltan vállalta leszbikusságát.